# Eric Geddes
Eric Campbell Geddes, född 16 september 1875, död 22 juni 1937, var en engelsk politiker. Han var bror till Auckland Geddes, 1:e baron Geddes.
Geddes var järnvägstjänsteman. Han blev 1906 direktör för North eastern railway, och då Lloyd George 1915 blivit ammunitionsminister, dennes närmaste medarbetare. År 1916 erhöll han knightvärdighet. Som generaldirektör för brittiska hären i Frankrikes transportväsen kom Geddes organisatoriska begåvning i synnerhet de första månaderna av 1917 till sin rätt. Åren 1917–1918 var Geddes 1:e amiralitetslord, 1918 medlem av krigskabinettet, 1919–1921 minister för transportväsendet, 1917–1922 ordförande i en kommission för inskränkningar i statens utgifter. De förslag, som ifrågavarande kommission framlade, var synnerligen drastiska och gjorde uttrycket "geddesyxan" till ett bevingat ord. Geddes ägnade sig sedan främst åt affärsverksamhet.